# 1983年6月11日の日食

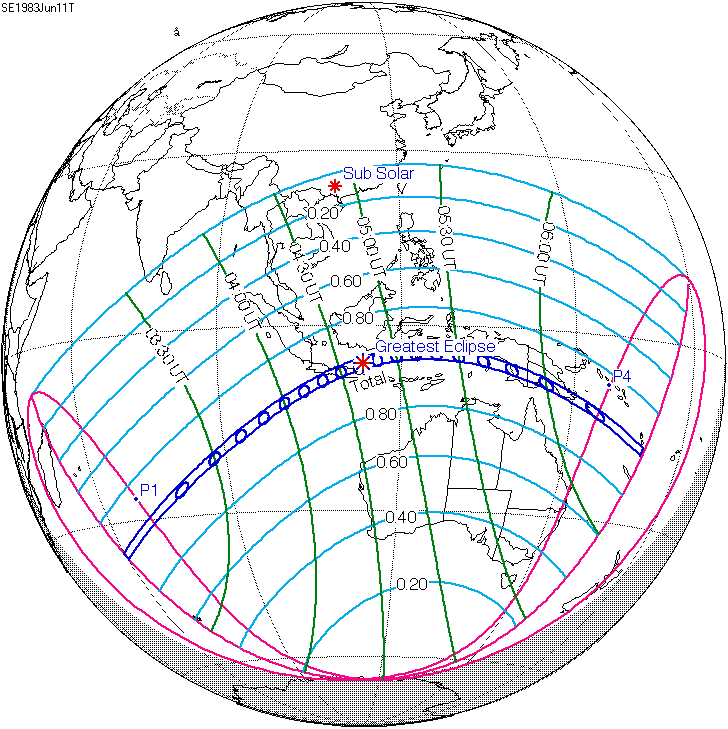

1983年6月11日の日食は、1983年6月11日に観測された日食である。オーストラリア領クリスマス島、インドネシア、パプアニューギニア、バヌアツで皆既日食が観測され、アジア南東部、オーストララシア及び周辺の一部で部分日食が観測された。各国の観測隊は皆既帯内で皆既日食を観測したが、インドネシア政府は「日食中の太陽光が失明を引き起こす恐れがある」という理由で自国民に日食の直接観察を禁止し、自分の目で皆既日食を見た地元の人は極めて少ない。

## 通過した地域
皆既帯が通過した、皆既日食が見えた地域はクリスマス島全島、インドネシア南部、パプアニューギニア南部（首都ポートモレスビーを含む）、バヌアツの一部（首都ポートビラを含む）で、全て島だった。
また、皆既日食が見えなくても、部分日食が見えた地域はマダガスカル、コモロ、フランス領マヨット、セーシェル、マスカリン諸島、ケルゲレン諸島、モルディブのほとんど（最北端を除く）、インド南端、スリランカ、アンダマン・ニコバル諸島、東南アジアのほとんど（ビルマ連邦社会主義共和国（現在通称ミャンマー）中北部を除く）、中国南部、オーストラリア、ニュージーランド中西部、ミクロネシア中南部、ポリネシア、南極大陸のうちオーストラリアに面する沿岸部のごく小さい部分。そのうちほとんどは国際日付変更線の西にあり、現地時間6月11日に日食が見え、ただ合衆国領有小離島のハウランド島とベーカー島は東にあり、現地時間6月10日に見えた。

## 観測
インドネシア政府は東ジャワ州ラモンガン県のコドック岬（Tanjung Kodok）ビーチを公式観測地として指定した。約1000人の外国人天文学者は現地で皆既日食の観測に成功し、これが長年見ていた皆既日食のうち最も完璧だと言った専門家もいる。しかし、インドネシア政府は現地で高度な厳戒態勢を取り、インドネシア人の立ち入りを一切禁止した。天文学の教師と学生も例外ではなかった。天気の良いスラカルタでは、当局がインドネシア人に日食中の屋外活動を禁止したため、一部の大学教師と学生は屋上で皆既日食を観測し、禁止令によって静かになった街も見られた。禁止の程度は地域によって異なり、チラチャップ県で軍の将校は科学研究目的の観測活動を許可した。
北京天文台（現在は中国科学院国家天文台に併合されている）、紫金山天文台、南京天文機器工場は中国日食観測隊を結成し、パプアニューギニアの首都ポートモレスビーで皆既日食を観測した。日食中現地に雲がほぼなく、観測計画は成功した。それに対し、多くの国の観測隊が行ったインドネシアのジョグジャカルタ市では曇りだった。中国観測隊はポートモレスビーで彩層とコロナのスペクトル、寬波段コロナの光度と偏光の観測をし、日食の全過程をカラー撮影した。

## インドネシア政府による禁止令
当時インドネシアの大統領スハルトは日食中の太陽光による失明を防ぐため、情報大臣ハルモコを通じてインドネシア人全員に観測を禁止した。科学者は日食メガネでの観察は危険ではないと説明したが、当局は依然として禁止した。ジャワ島で当局は住民に全ての窓、換気パイプ、ガラスレンガを封鎖するよう、子供にさらに食器棚やテーブルの下に身を隠すよう要求した。インドネシア共和国テレビによる中部ジャワ州マゲラング県のボロブドゥール遺跡での日食生放送を見ることだけが許可された。そのため、この日食は皆既食の持続時間が長く、皆既帯の通過したジャワ島などが乾季で、ボロブドゥール遺跡などの名勝地も皆既帯内にあり、観測条件が好適だったが、自分の目で皆既日食を見た地元の人は極めて少ない。